# Rob de Wit
Rob de Wit, né le 8 septembre 1963 à Utrecht (Pays-Bas), est un footballeur néerlandais, qui évoluait au poste d'ailier gauche au FC Utrecht et à l'Ajax Amsterdam ainsi qu'en équipe des Pays-Bas.
De Wit marque trois buts lors de ses huit sélections avec l'équipe des Pays-Bas entre 1985 et 1986.

Sa carrière s'interrompt brutalement en 1986, lors qu'il est victime d'une hémorragie cérébrale, pendant ses vacances en Espagne. L'ampleur des lésions cérébrales sera sous-estimée, entrainant un traitement inadapté, et l'évolution négative de son état de santé le condamnera pour la pratique du football de haut niveau. Il subira deux nouveaux accidents cérébraux en 1993 et 2005.

## Carrière de joueur

### Clubs
- 1982-1984 : FC Utrecht
- 1984-1986 : Ajax Amsterdam

### Palmarès

#### En équipe nationale
- 8 sélections et 3 buts avec l'équipe des Pays-Bas entre 1985 et 1986

#### Avec l'Ajax Amsterdam
- Vainqueur du Championnat des Pays-Bas en 1985
- Vainqueur de la Coupe des Pays-Bas en 1986